# 植原ゆきな
植原 ゆきな（うえはら ゆきな、2000年1月18日 - ）は、日本のグラビアアイドル、プロレスラー、タレント、元レースクイーン。千葉県出身。

## 略歴
2022年9月24日、1st DVD『男性の好きなスポーツ』を発売。
2022年11月26日、『第3回サンスポGoGoクイーンオーディション』にて審査員特別賞を受賞。
2023年3月より、スーパー耐久ST-4クラスの41号車「TRACYSPORTS with Delta」のレースクイーン『エアバスタークイーンズ』を高槻実穂と共に務める。
2024年5月、ミス・アース・ジャパン埼玉大会に出場し、グランプリを受賞。8月には日本代表を目指して全国大会に進み、「2024ミス・アース・ジャパン日本大会」において、第2位の「2024ミス・エアー・ジャパン」に輝いた。それに先立つイベント「ミスアース2024日本大会ミクチャ審査」では1位を獲得し、ミクチャ賞を受賞した。
2024年6月、1st写真集『Physical Gift』（フィジカル・ギフト）を発売。
2024年10月、アクトレスガールズ練習生となる。
2024年11月、12月29日アクトレスガールズ後楽園ホール大会でデビュー戦を行うことが発表される。
2024年12月29日、アクトレスガールズ後楽園ホール大会でデビュー。2025年8月13日、東京・後楽園ホールで行われた「ACT WRESTLING」のアクトレスガールズ10周年記念試合に出場し、初めてプロレスラー（安納サオリ＆なつぽい戦。パートナーは夏葵）と対戦した。プロレスラーとの対戦は初（アクトレスガールズは女優としてプロレスを演じるという形を取っているため）で、場合によってはこちらがプロレスデビュー戦と紹介される。

## 人物
- 趣味は筋トレ、参拝、山登り[1]。
- 特技は柔軟（Y字）、高速腹筋、遠投、卓球、ダンス、ヘルシー料理作り[1]。投球で80km/hを超える速球[2]。
- 日本体育大学出身[20]。専門はセパタクロー[2]。
- 芸能界デビューのきっかけはオーディションで、大学卒業後全く違う世界に挑戦してみたくて応募した[4]。

## 作品

### イメージビデオ
- 男性の好きなスポーツ（2022年9月24日、竹書房）[21][22]
- 日本一可愛い体育大卒グラドル（2022年12月21日、スパイスビジュアル）[23][24]

### 写真集
- Physical Gift（2024年6月19日、双葉社、撮影：唐木貴央）[25]

### デジタル写真集
- 体育系のオンナ（2023年3月3日、竹書房）
- 運動神経抜群少女（2023年3月3日、竹書房）
- ヘルシーボディ（2023年3月3日、竹書房）
- 日本一可愛い体育大卒グラドル 〜Ver.1〜（2023年4月24日、スパイスビジュアル）
- 日本一可愛い体育大卒グラドル 〜Ver.2〜（2023年4月25日、スパイスビジュアル）
- 植原ゆきなが水着でセパタクロー ヤンマガデジタル写真集（2023年4月28日、講談社、撮影：田中智久）[26]
- 植原ゆきなが水着で卓球 ヤンマガデジタル写真集（2023年4月28日、講談社、撮影：田中智久）[27]
- 植原ゆきなが水着でセパタクロー&卓球【70P完全版】 ヤンマガデジタル写真集（2023年4月28日、講談社、撮影：田中智久）[28]
- 風の通り道（2023年4月28日、プレステージ出版）[29]
- Kiss You（2023年5月25日、エー・ビー・エンターテイメント）

## 出演

### 舞台
- お化けませんか？（2023年6月1日 - 6月4日、千本桜ホール）- チヒロ 役[30]
- タイムトラベルアイドル 時空少女ピピ〜甦れ！フレア！〜（2023年8月9日 - 8月13日、築地本願寺ブディストホール）- イブキ 役[31]